# Municipio de Union (condado de Moody)
El municipio de Union (en inglés: Union Township) es un municipio ubicado en el condado de Moody en el estado estadounidense de Dakota del Sur. En el año 2010 tenía una población de 182 habitantes y una densidad poblacional de 3,13 personas por km².

## Geografía
El municipio de Union se encuentra ubicado en las coordenadas 44°4′1″N 96°29′20″O / 44.06694, -96.48889. Según la Oficina del Censo de los Estados Unidos, el municipio tiene una superficie total de 58.12 km², de la cual 58,09 km² corresponden a tierra firme y (0,06 %) 0,03 km² es agua.

## Demografía
Según el censo de 2010, había 182 personas residiendo en el municipio de Union. La densidad de población era de 3,13 hab./km². De los 182 habitantes, el municipio de Union estaba compuesto por el 98,9 % blancos, el 0,55 % eran amerindios y el 0,55 % eran de una mezcla de razas. Del total de la población el 0 % eran hispanos o latinos de cualquier raza.